# Brzeźce (województwo śląskie)

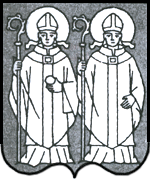
Nieoficjalny herb wsi Brzeźce

Brzeźce (niem. Brzestz) – wieś w Polsce położona w województwie śląskim, w powiecie pszczyńskim, w gminie Pszczyna.
W latach 1973–75 w gminie Wisła Wielka. W latach 1975–97 dzielnica Pszczyny. Od 1 stycznia 1998 roku w gminie Pszczyna.

## Historia
Miejscowość została po raz pierwszy wzmiankowana w spisie świętopietrza parafii dekanatu Oświęcim diecezji krakowskiej z 1326 roku pod nazwą Breze, z dodatkową adnotacją, że miejscowy proboszcz imieniem Conradus nie płaci podatku i jest ekskomunikowany.
W dokumencie sprzedaży dóbr pszczyńskich wystawionym przez Kazimierza II cieszyńskiego w języku czeskim we Frysztacie w dniu 21 lutego 1517 roku wieś została wymieniona jako Brzezcze.
W historii Brzeźc zapisał się fakt stawienia czynnego oporu armii niemieckiej na początku II wojny światowej (zobacz: bitwa pszczyńska). Niemcy, nacierający od strony Pawłowic, zostali powstrzymani przez opór Wojska Polskiego oraz ostrzał artyleryjski kierowany z wieży miejscowego kościoła. Wieża kościoła – jako dobry punkt obserwacyjny dla Polaków – została uszkodzona przez ostrzał niemiecki. Dzięki tej akcji Armia „Kraków” zyskała na czasie, przez co mogła zająć dogodne pozycje w Pszczynie.
W czasie okupacji niemieckiej mieszkająca we wsi rodzina Paszków udzieliła pomocy Żydom: Magdzie, Lojzice (Luiza), Oldze Lengyel. W 1992 roku Instytut Jad Waszem podjął decyzję o przyznaniu Ludwikowi, Marii i Henrykowi Paszkom tytułu Sprawiedliwych wśród Narodów Świata.
W styczniu 1945 r. przez miejscowość przeszły tzw. marsze śmierci z obozów KL Auschwitz w Oświęcimiu na stację kolejową w Wodzisławiu Śląskim.
W latach 1975–1998 miejscowość administracyjnie należała do województwa katowickiego.

## Galeria

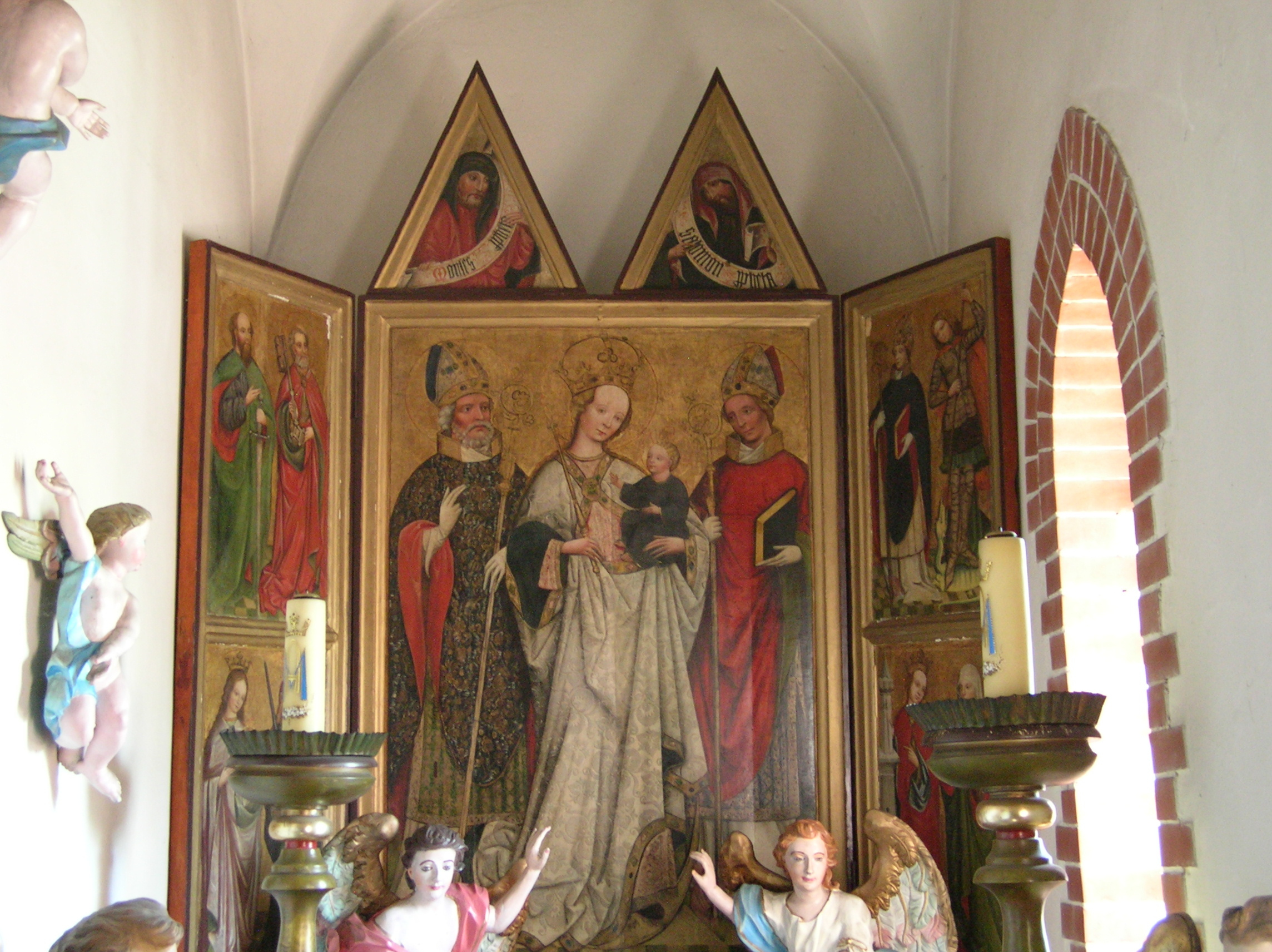
Ołtarz gotycki z końca XV w. w bocznej kaplicy kościoła
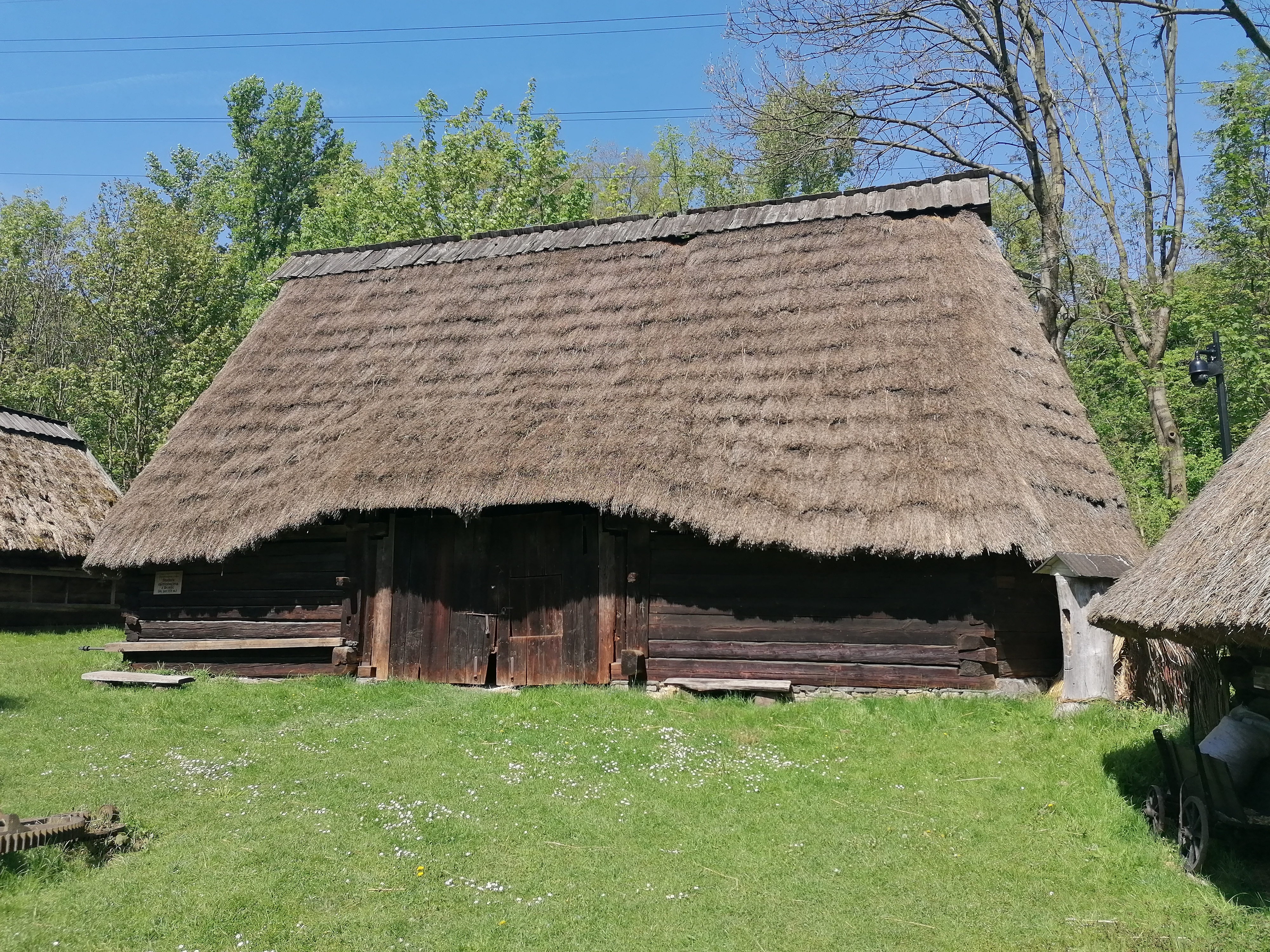
Stodoła z Brzeźc (ok. poł. XIX w.), Górnośląski Park Etnograficzny